# 한문식
한문식(1927년 9월 7일 ~ 1995년 8월 15일)은 대한민국의 군인으로, 한국전쟁에 참전했다.

## 주요 공적
한문식 대령은 1945년 11월 해방병단(해군의 전신)에 입대하여 임관 후 인천기지 갑판사관, 진해기지 인사관 등으로 복무 중에 1948년 11월 김해정장으로 1950년 6ㆍ25전쟁에 참전했다.
한문식 대령(당시 소령)은 김해정(YMS-505, 소해정) 정장으로 1950년 8월 서해봉쇄 작전에서 적의 무장병력과 군수물자 수송 차단에 기여하고 1952년 7월 금강산함(PC-702, 구잠함) 함장으로 서북해역의 전략적 도서인 황해남도 옹진에 위치한 창린도 탈환작전에서 큰 역할을 수행하였다.
1950년 8월 6~7일 서해안 봉쇄작전에 참전하여 적 발동선 2척, 화물선 2척, 다수의 범선을 격침함으로써 서해안을 통한 적의 무장병력과 군수물자 수송을 차단하는데 기여했고, 이후 금강산함장으로 해상 일선에서 작전임무를 수행했다.
1952년 7월 15일 적 300여 명의 기습공격으로 창린도를 점령당하자 금강산함, 영국 순양함(벨파스트함), 호위함(PF-116함), 아군부대는 연합작전회의를 열고 미 해군 전투기의 지원을 받아 창린도 재탈환을 결정했다. 한문식은 아군 함정들과 전투기들의 피아식별(彼我識別)을 위해 상륙군인 유격대에게 흰 천 한 장씩을 소유하고 임무를 수행하는 ‘백포작전(白布作戰)’을 제안했고 1952년 7월 16일 새벽 140여 명의 유격군이 탑승한 범선, 발동선을 창린도 남단으로 호송하여 성공적으로 상륙시켰다. 이후 영국 순양함, 호위함, 미 해군 전투기 4대와 연합작전으로 포격 및 폭격을 개시했다. 이에 힘입은 유격군은 적의 반격이 가장 치열했던 창린도 81고지를 점령하는데 성공하였으며 이 작전의 성공으로 적군 70명 사살, 27명 생포, 무기 다수 노획 등 큰 전과를 거두었다.
'백포작전'을 통해 창린도 탈환에 기여한 한문식 대령은 휴전회담을 이용하여 서해안 일대에 포대를 구축하고 해안경비요원을 증강시켜 해안으로 진출하려는 적의 기도를 좌절시킬 수 있었다. 이러한 공적으로 대한민국 정부는 충무무공훈장(1951, 1953), 을지무공훈장(1952)을 수여했다.